# Mechanische zangvogel
Een mechanische zangvogel is een mechanisch muziekinstrument waarbij een nagemaakte zangvogel door een mechanisme beweegt terwijl er geluid van een zangvogel wordt nagebootst. Er bestaan varianten in de vorm van een zangvogel op of in een doos (Frans: boîte à oiseau chanteur), horloge of een kooi.
Deze apparaten komen van oorsprong uit Zwitserland. De eerste producent aan wie de bouw van dit instrument wordt toegeschreven is Pierre Jaquet-Droz (1721-1790), een horlogemaker uit Neuchâtel die in Genève, Londen en Parijs woonde en werkte.

## Galerij

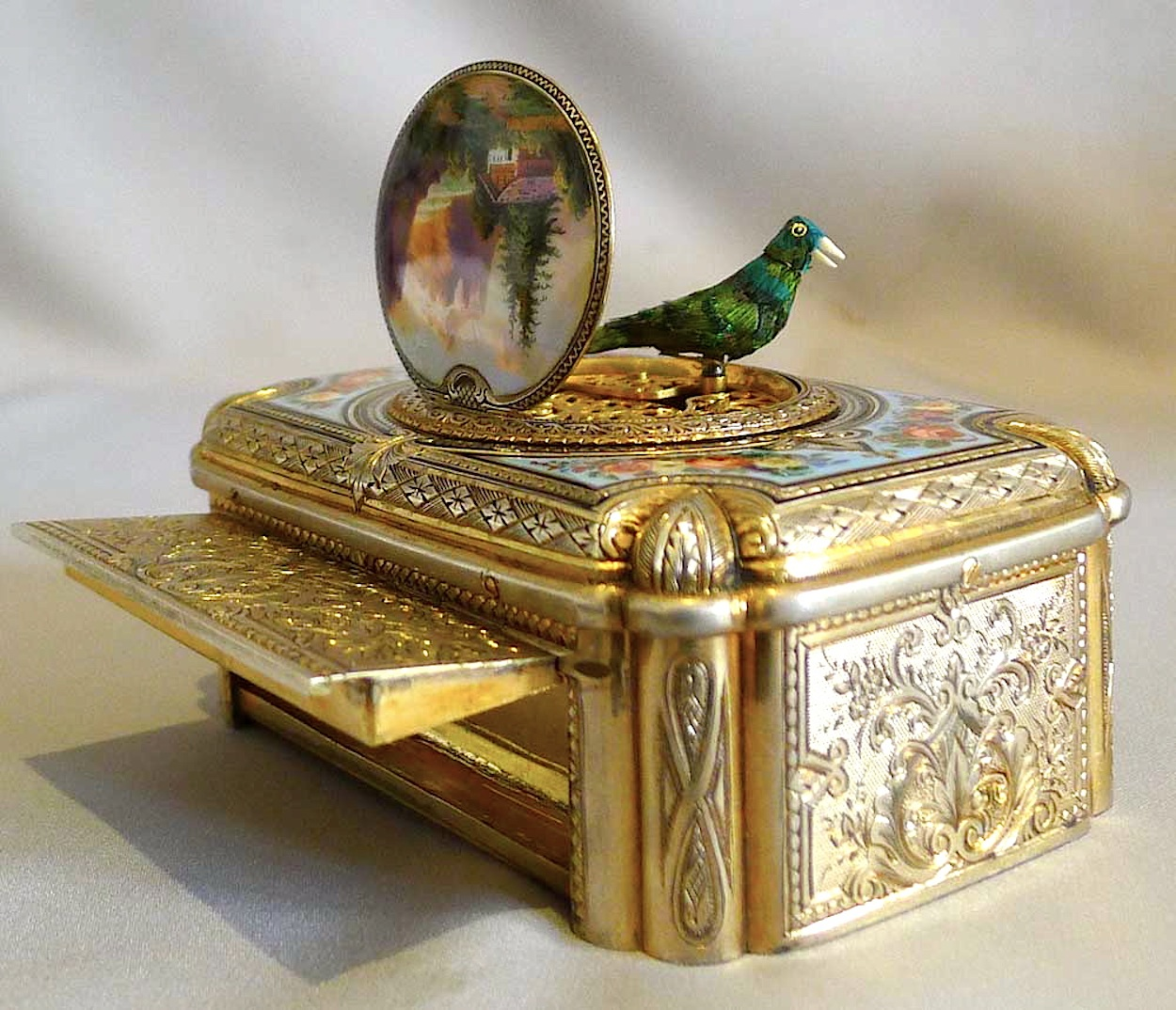
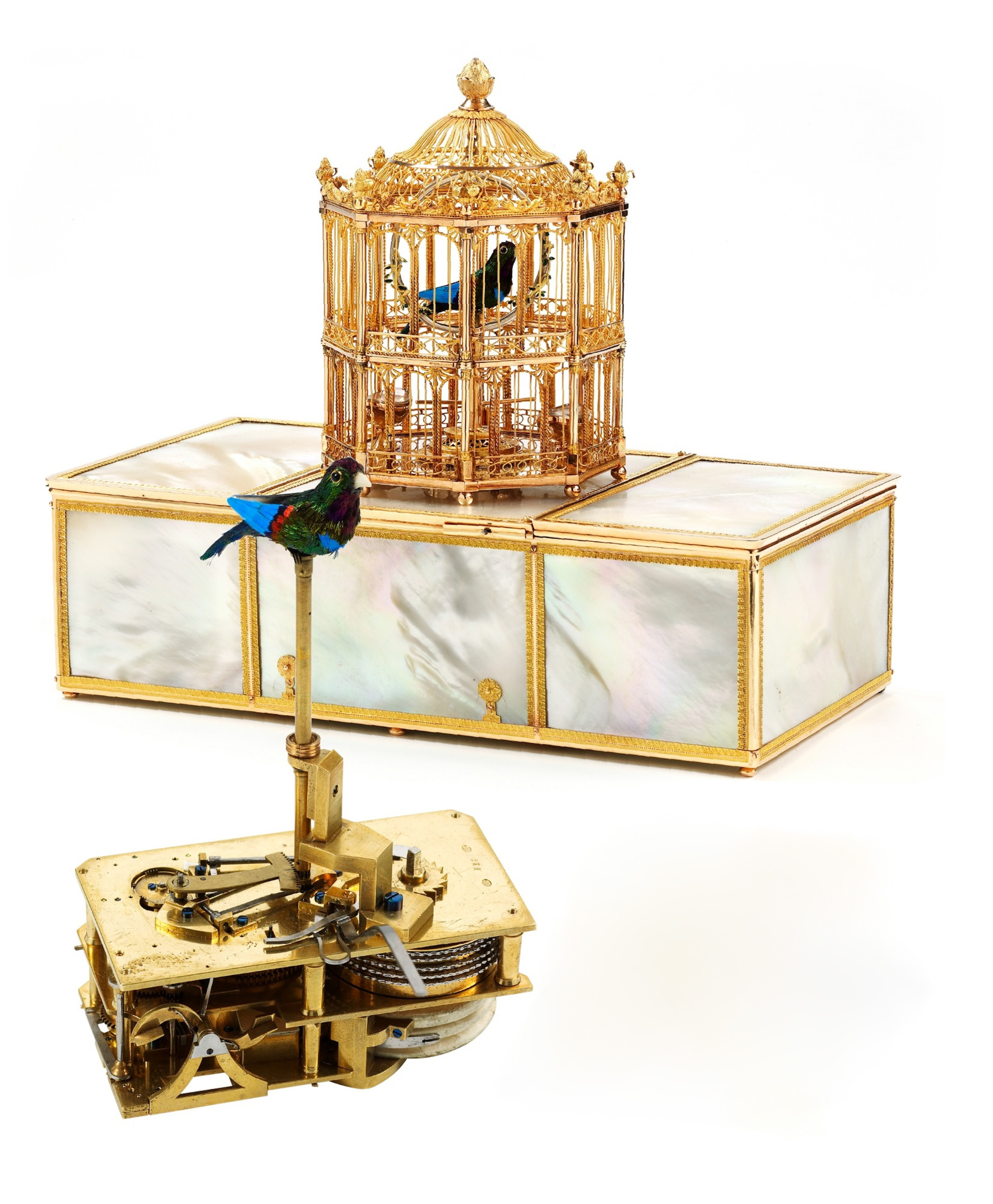
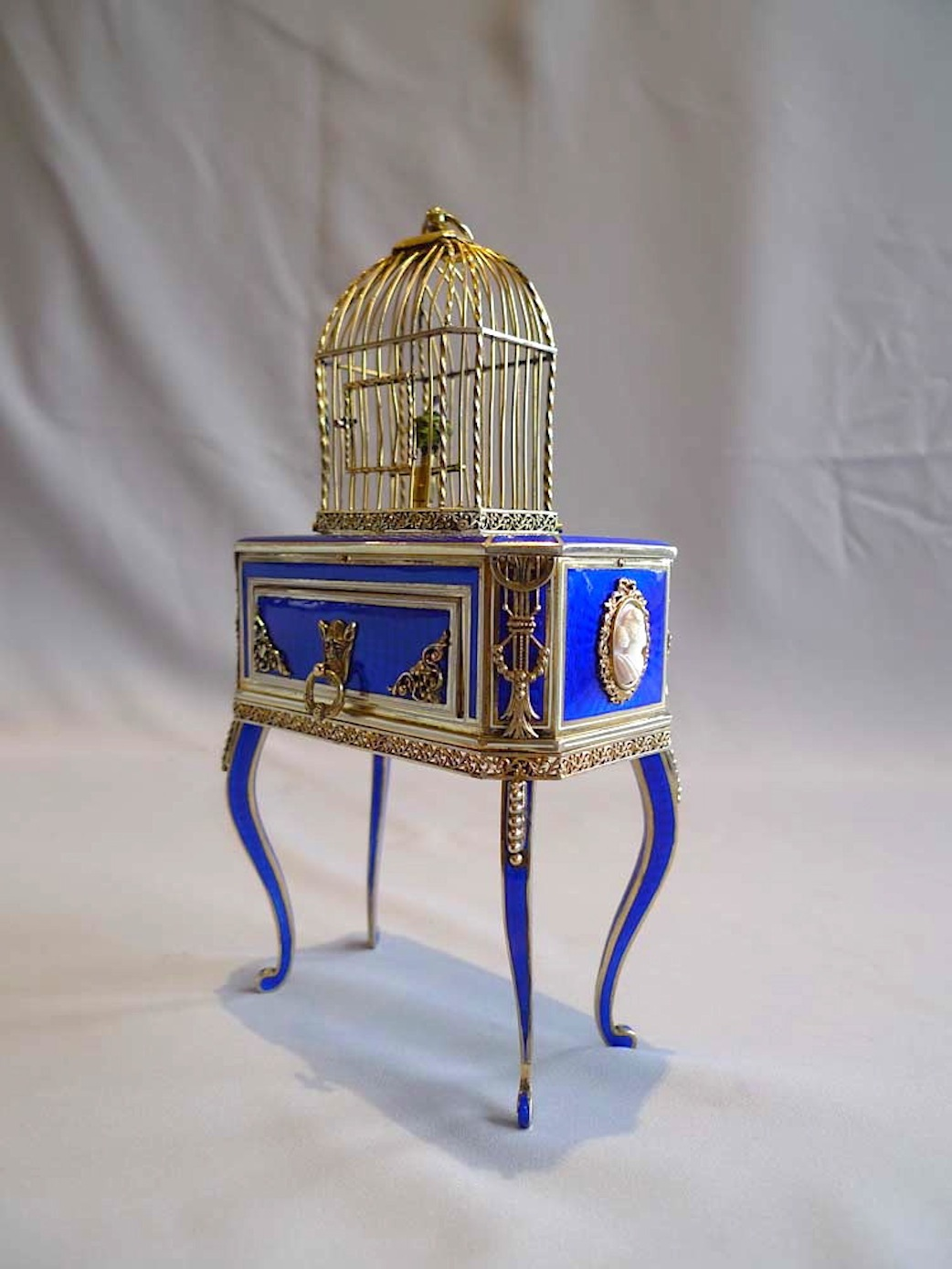